# Joshua Malina
Joshua Charles Malina (New York, 17 januari 1966) is een Amerikaans acteur, filmproducent en scenarioschrijver.

## Biografie
Malina werd geboren in New York, en doorliep de high school aan de Westchester Day School in Westchester County en aan de Horace Mann School in New York. Hierna studeerde hij af met een bachelor of arts in theaterwetenschap aan de Yale-universiteit in New Haven (Connecticut). Naast het acteren voor televisie is hij ook actief in het theater. Hij speelde eenmaal op Broadway, van 1989 tot en met 1982 speelde hij in het toneelstuk A Few Good Men als understudy van de rol Louden Downey.
Malina begon in 1992 met acteren in de film A Few Good Men, waarna hij nog meerdere rollen speelde in films en televisieseries. Hij is vooral bekend van zijn rol als Will Bailey in de televisieserie The West Wing waar hij in 80 afleveringen speelde (2002-2006) en als David Rosen in de televisieserie Scandal waar hij al in 110 afleveringen speelde (2012-2017). Voor zijn rol in de televisieserie The West Wing werd hij in 2003, 2004, 2005 en 2006 samen met de cast genomineerd voor een Screen Actors Guild Awards.
Malina is in 1996 getrouwd en heeft hieruit twee kinderen, en woont nu met zijn gezin in Malibu (Californië).

## Filmografie

### Films
Uitgezonderd korte films.
- 2022 Queen of Manhattan - als district attorney
- 2016 Rules Don't Apply - als Herb
- 2015 Thrilling Adventure Hour Live - als Barkeep
- 2014 The Young Kieslowski – als Robert Kieslowski
- 2013 Knights of Basassdom – als Travis
- 2012 The First Time – als vader van Aubrey
- 2010 Legally Mad – als Aaron
- 2003 See Jane Date – als Kevin Adams
- 2003 View from the Top – als Randy Jones
- 2001 Without Charlie – als Charlie
- 2001 It Is What It Is – als P.T. Hackley
- 2000 How to Marry a Billionaire: A Christmas Tale – als Mark Sickler
- 1999 Kill the Man – als Bob Stein
- 1998 My Engagement Party – als Alex
- 1998 Bulworth – als Bill Feldman
- 1997 Clockwatchers – als receptionist Global Credit
- 1996 Just Friends – als Bob
- 1996 Infinity – als jongen met rekenmachine
- 1995 The American President – als David
- 1995 Separate Lives – als Randall
- 1994 Menendez: A Killing in Beverly Hills – als Gerald Bronstein
- 1993 Malice – als inwonende
- 1993 In the Line of Fire – als agent Chavez
- 1992 A Few Good Men – als Tom

### Televisieseries
Uitgezonderd eenmalige gastrollen.
- 2022-2023 American Auto - als Ted - 2 afl.
- 2020-2021 Shameless - als Arthur Tipping - 5 afl.
- 2011-2019 The Big Bang Theory – als president Siebert – 13 afl.
- 2012-2018 Scandal – als David Rosen – 124 afl.
- 2017 Wet Hot American Summer: Ten Years Later - als Deep Throat - 3 afl.
- 2014 Law & Order: Special Victims Unit – als Simon Wilkes – 2 afl.
- 2012 Leap Year – als Sam Berry – 4 afl.
- 2010-2011 Backwash – als Val – 13 afl.
- 2009-2011 In Plain Sight – als Peter Alpert – 17 afl.
- 2010 The Good Guys – als assistent chief James Guthrie – 2 afl.
- 2007-2008 Big Shots – als Karl Mixworthy – 11 afl.
- 2006-2007 The Nine – als Tim Marley – 2 afl.
- 2006-2007 Numb3rs – als Howard Meeks – 3 afl.
- 2002-2006 The West Wing – als Will Bailey – 80 afl.
- 2002 Imagine That – als Kenny Fleck – 6 afl.
- 1998-2000 Sports Night – als Jeremy Goodwin – 45 afl.
- 1998 The Larry Sanders Show – als Kenny Mitchell – 3 afl.
- 1996 Tracey Takes On... – als Jordan - 3 afl.

### Filmproducent
- 2010-2011 Backwash – televisieserie – 12 afl.
- 2003-2005 Celebrity Poker Showdown – televisieserie – 41 afl.

### Scenarioschrijver
- 2010-2011 Backwash – televisieserie – 13 afl.

- International Standard Name Identifier: 0000 0000 4563 5609
- Library of Congress Control Number: no2003031000
- MusicBrainz: d78cfb67-2ff6-4e0a-b51b-4dbe81c307b9
- Nationale Bibliotheek van Israël: 987007359712305171
- Virtual International Authority File: 16908631
- WorldCat: E39PBJcGjBp3HymRvqtWJ3yKh3